# Villemorin
Villemorin ist eine französische Gemeinde mit 125 Einwohnern (Stand: 1. Januar 2022) im Département Charente-Maritime in der Region Nouvelle-Aquitaine (vor 2016: Poitou-Charentes); sie gehört zum Arrondissement Saint-Jean-d’Angély und zum Kanton Matha. Die Einwohner werden Villemorinois und Villemorinoises genannt.

## Geographie
Villemorin liegt etwa 75 Kilometer ostsüdöstlich von La Rochelle in der Saintonge. Hier entspringt der Bach Saudrenne und entwässert zur Boutonne. Umgeben wird Villemorin von den Nachbargemeinden Aulnay im Westen und Norden, Contré im Norden und Nordosten, Néré im Osten und Südosten, Loiré-sur-Nie im Süden sowie Cherbonnières im Süden und Südwesten.

## Bevölkerungsentwicklung
| Jahr                       | 1962 | 1968 | 1975 | 1982 | 1990 | 1999 | 2006 | 2019 |
| Einwohner                  | 203  | 175  | 159  | 157  | 155  | 142  | 128  | 117  |
| Quellen: Cassini und INSEE |      |      |      |      |      |      |      |      |

## Sehenswürdigkeiten

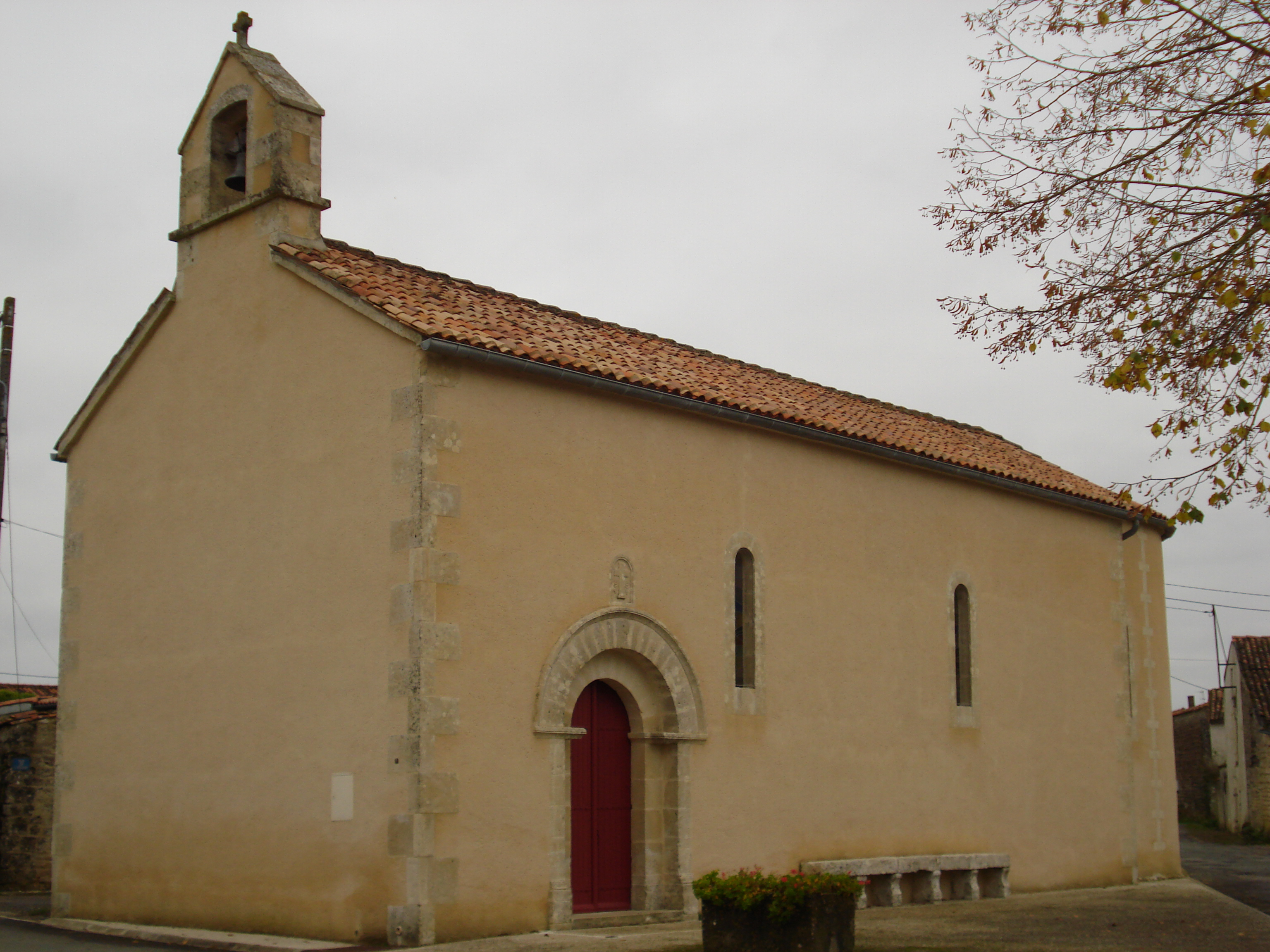
Kirche Notre-Dame-de-l’Assomption

- Kirche Notre-Dame-de-l’Assomption